# 惠特蘭森特 (紐約州)
惠特蘭森特（英語：Wheatland Center）是位於美國紐約州門羅縣的非建制地區。

## 地理
惠特蘭森特所處的海拔為高於海平面194米（即633英呎），而該地所採用的時區為UTC-5，即北美东部时区（EST）。同時該地設有夏令時間，為UTC-5調快一小時，即UTC-4（EDT）。